# Золотая неделя
Золота́я неде́ля — в странах Восточной Азии так называют несколько праздничных дней, объединённых с выходными.

## Япония
В Японии на «Золотую неделю» (яп. 大型連休 о:гата рэнкю:), также называемую Golden Week (яп. ゴールデンウィーク го:рудэн ви:ку), приходятся День Сёва (昭和の日 Shōwa no Hi, день рождения императора Хирохито, с 1988 по 2006 назывался Днём зелени, 29 апреля), День Конституции (憲法記念日 Kenpō Kinenbi, 3 мая), День зелени (みどりの日 Midori no Hi, День основания государства, с 1985 по 2006 назывался просто Государственным праздником, 4 мая) и Праздник детей (子供の日 Kodomo no Hi, 5 мая). Как правило, большинство работодателей Японии дают своим служащим в эту неделю дополнительные выходные, так что жизнь в течение этих каникул практически замирает.

## Китай
В Китае празднуются две «Золотые недели»:
- Праздник весны (три недели с 23-го числа 12-го месяца до 15-го числа 1-го месяца лунного календаря)[1];
- годовщина Дня образования КНР (1 октября).

С 2008 года третья «Золотая неделя» по случаю Дня труда, которая начиналась 1 мая и длилась семь дней, сокращена до одного дня.

## Южная Корея
В Южной Корее устраивается «Грандиозная южнокорейская распродажа» для иностранцев.